# Hogna schmitzi
Hogna schmitzi är en spindelart som beskrevs av Jörg Wunderlich 1992. Hogna schmitzi ingår i släktet Hogna och familjen vargspindlar.
Artens utbredningsområde är Madeira. Inga underarter finns listade i Catalogue of Life.